# NGC 2850
NGC 2850 est une galaxie lenticulaire située dans la constellation de l'Hydre. NGC 2850 a été découverte par l'astronome français Édouard Stephan en 1882.

## Caractéristiques
Sa vitesse par rapport au fond diffus cosmologique est de 7 661 ± 33 km/s, ce qui correspond à une distance de Hubble de 113,0 ± 7,9 Mpc (∼369 millions d'al).